# Joseph Aub

Joseph Aub

Joseph Aub (geboren am 4. Dezember 1804 in Baiersdorf; gestorben am 22. Mai 1880 in Berlin) war ein deutscher Reformrabbiner in Bayreuth, Mainz und Berlin. Er predigte als einer der ersten in deutscher Sprache.

## Leben
Joseph Aub war Sohn von Simon und Therese Aub.
Nach dem Besuch des Gymnasiums und der Jeschiwa in Fürth bei Wolf Hamburg studierte Aub ab 1822 in Erlangen und München, wo er 1829 mit einer Arbeit De chaldaicae linguae causis bei Schelling promovierte. Im selben Jahr absolvierte er die Bayerische Staatsprüfung und übernahm das Distriktsrabbinat in Bayreuth, wo er an dessen Gymnasium auch hebräisch lehrte. Während der Zeit in Bayreuth kam es zu mehreren Konflikten. Aub bewarb sich erfolglos nach Fürth, Kassel und Frankfurt am Main. In den Jahren 1833 und 1834 setzte er eine neue Synagogenordnung für Bayern durch, die seinem liberalen Judentum entgegenkam. Die königliche Regierung forderte, Gottesdienste in deutscher Sprache abzuhalten, was Aub als einer der ersten Rabbiner Bayerns durchführte. Am 9. Dezember 1837 erhielt er ein Lob von der Regierung. Aubs Einfluss war die Rücknahme der Begrenzung von Eheschließungen jüdischer Paare in Bayern, die durch ein Matrikelgesetz begründet gewesen war, zu verdanken. Auch andere Einschränkungen, unter denen Juden in Bayern leben mussten (Bayerisches Judenedikt von 1813), wurden durch Aubs Einwirkungen gelockert. Am 30. Januar 1846 reichte er im Namen der 60.000 Juden, die im Königreich Bayern lebten, eine Petition an die Ständeversammlung ein, in der die Anerkennung der jüdischen Religionsgemeinschaft als öffentliche Kirche gefordert und auf zahlreiche Missstände hingewiesen wurde.
Am 4. Dezember 1852 wechselte Aub zum Rabbinat in Mainz. Wenig später spaltete sich seine Gemeinde, nachdem die neue Synagoge mit Orgel und einer Predigt in deutscher Sprache eingeweiht worden war. Bis 1865 blieb Aub der Rabbiner der liberalen Gemeinde in Mainz. Die orthodoxe Gemeinde wurde von Marcus Lehmann geleitet.

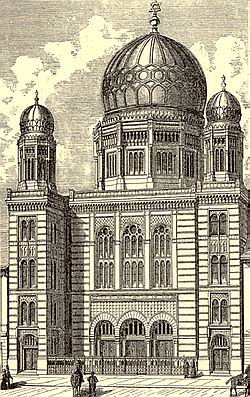
Die Neue Synagoge Berlin 1866

1866 wurde Aub Oberrabbiner an der Neuen Synagoge in der Oranienburger Straße in Berlin, nachdem der ursprüngliche Kandidat Manuel Joël zurückgetreten war. Im selben Jahr kam ein dreiteiliges Gebetbuch heraus, dem eine deutsche Übersetzung beigegeben war, und 1868 ein Biblisches Spruchbuch. Das Gebetbuch enthielt theologisch begründete liturgische Änderungen. So wurde in diesem Werk etwa auf das Bekenntnis zur nationalen Wiedergeburt in Palästina ebenso verzichtet wie auf das zum Wiederaufbau des Jerusalemer Tempels. Die Gottesdienste in der Neuen Synagoge wurden bald zum Vorbild für Gottesdienste in anderen Orten, obwohl Aub von seiner Gemeinde oft kritisiert und an seinem Amtsvorgänger Michael Sachs gemessen wurde. Die Wahl Aubs wurde gar als Fehlschlag bezeichnet; sein Auftreten im Habitus eines alten protestantischen Dorfpfarrers und seine vom fränkischen Dialekt gefärbte Sprache („Dora“ statt Thora) irritierten das großstädtische Publikum.
Ab 1869 war Abraham Geiger zweiter Berliner Rabbiner. Er war der Nachfolger des letzten orthodoxen Rabbiners Elkan Rosenstein. Noch bevor Geiger, der wie Aub dem liberalen Judentum angehörte, sein Amt antreten konnte, spaltete sich die Gemeinde. Die orthodoxe Minderheit wurde von Esriel Hildesheimer geführt. Innerhalb der liberalen Gemeinde hatte Aub gegenüber dem theologisch überlegenen Geiger einen schweren Stand.
Aub wirkte neben seinem Rabbineramt auch als Dozent an der Veitel-Heine-Ephraimschen Lehranstalt, die 1783 eröffnet worden war, und als Religionslehrer am Lehrerbildungsseminar seiner Gemeinde. Ferner war er Vorsitzender des Kuratoriums der Nauenschen Erziehungsanstalt.
Hirsch Aub, langjähriger Rabbiner in München, war ein Cousin von Joseph Aub.
Im Jahr 1879 ging Aub in den Ruhestand. Er starb im folgenden Jahr im Alter von 75 Jahren in Berlin und wurde auf dem Jüdischen Friedhof Schönhauser Allee bestattet. Das Grab ist erhalten.

## Veröffentlichungen (Auswahl)
- Grundlage zu einem wissenschaftlichen Unterrichte in der mosaischen Religion. Mainz 1865 (ebenso Leipzig 1874 und 1881).
- Betrachtungen und Widerlegungen. Nürnberg 1839.
- (Hrsg.): Sinai. Wochenblatt für die religiösen und bürgerlichen Angelegenheiten Israels. Bayreuth 1846/47.